# Hartlepool United FC
A Hartlepool United FC, teljes nevén Hartlepool United Football Club egy angol labdarúgócsapat. A klubot 1908-ban alapították, az angol negyedosztály tagja.

## Története
A klubot 1908-ban alapították, bár West Hartlepool néven a város már rendelkezett egy amatőr státuszú egyesülettel. 1968-ban elhagyták a nevükből az s-t, és a United jelzőt, amit 1977-ben visszaírtak a csapat nevéhez.

A Hartlepool United bajnoki szerepléseinek diagramja

## Jelenlegi keret
2017. január 12. szerint.
| #  |     | Poszt | Név                |
| -- | --- | ----- | ------------------ |
| 1  | NIR | K     | Trevor Carson      |
| 13 | ENG | K     | Adam Bartlett      |
| 31 | ENG | K     | Ben Dudzinski      |
| 2  | NIR | V     | Carl Magnay        |
| 5  | ENG | V     | Rob Jones          |
| 6  | ENG | V     | Matthew Bates      |
| 16 | ENG | V     | Ben Pollock        |
| 21 | ENG | V     | Josh Nearney       |
| 26 | ENG | V     | Scott Harrison     |
| 29 | ENG | V     | James Martin       |
| 33 | NIR | V     | Liam Donnelly      |
| 36 | ENG | V     | Harly Wise         |
| 37 | ENG | V     | Isaac Assenso      |
| 4  | ENG | KP    | Nicky Featherstone |
| 7  | ENG | KP    | Nathan Thomas      |
| 8  | ENG | KP    | Brad Walker        |

| #  |     | Poszt | Név              |
| -- | --- | ----- | ---------------- |
| 14 | ENG | KP    | Michael Woods    |
| 17 | ENG | KP    | Nicky Deverdics  |
| 18 | ENG | KP    | Lewis Hawkins    |
| 19 | ENG | KP    | Jordan Richards  |
| 23 | ENG | KP    | Connor Smith     |
| 24 | ENG | KP    | Kieran Green     |
| 27 | ENG | KP    | Jack Blackford   |
| 28 | ENG | KP    | Josh Laurent     |
| 39 | IRL | KP    | Sean Kavanagh    |
| 9  | IRL | CS    | Pádraig Amond    |
| 10 | ENG | CS    | Billy Paynter    |
| 11 | ENG | CS    | Rhys Oates       |
| 15 | ENG | CS    | Lewis Alessandra |
| 20 | ENG | CS    | Jake Orrell      |
| 38 | ENG | CS    | Devante Rodney   |

### Visszavonultatott mezszámok
| #  |     | Poszt | Név                          |
| -- | --- | ----- | ---------------------------- |
| 25 | ENG | KP    | Michael Maidens (posztumusz) |

## Kapcsolódó irodalom
- Law, Ed, Hartlepool United, (Derby; Breedon Books, 1989), ISBN 0-907969-57-7

## Külső hivatkozások
- Hivatalos weboldal
- The Poolie Bunker. Hivatalos fórum